# Arnhemsgewijs
Arnhemsgewijs (ook geschreven als ArnhemsGewijs en afgekort als AG) is een Nederlandse R&B-groep uit Arnhem.
In februari 1995 werd de formatie gevormd door producer Edsel Camron en bestond uit de leden Reguillio Belliot (Step), Benjamin Vlijt (Benji) en Lloyd Wezer (Lloyd). De naam Arnhemsgewijs verwijst naar eigen zeggen naar 'de manier waarop we rocken in Arnhem'. Met hun demo gaan ze naar Polygram waar Camron mee samenwerkt. De groep tekent een contract bij Mercury Records en in 1996 boeken ze met hun eerste single Je hebt me gebruikt direct hun grootste succes. Het nummer staat zeven weken in de Top 40 en komt tot plaats 12. Begin 1997 staat ook de single Ik mis jou zeven weken in de lijst en komt tot plaats 13. Andere singles halen de Top 40 niet. In 1997 komt ook hun album Wij maken geen grappen! uit. Lloyd verlaat dan de groep en gaat als Lloyd de Meza voor een solo-carrière. Hij wordt vervangen door Mitchell Brunings (Paco P). In 1998 wint Arnhemsgewijs de TMF Award voor beste R&B binnenland. Ook wint de groep een Hitkrant Award en is genomineerd voor een Edison Award. In 1999 valt de groep uit elkaar en Camron gaat verder met de groep Andere Gekte (ook afgekort als 'AG'). In 2005 proberen Step en Benji met de in eigen beheer uitgebrachte single Beter Weet de groep weer tevergeefs te doen opleven. In 2013 maakt Arnhemsgewijs wel weer een echte comeback in de originele bezetting en bracht sindsdien twee singles uit.

## Discografie

### Albums
- Wij maken geen grappen! (1997)

### Singles
- Je hebt me gebruikt (1996)
- Wie doet ons dit aan (1996)
- Ik mis jou (1997)
- Wij maken geen grappen! (1998)
- Beter Weet (2005, feat. Lienke)
- Ze rocked de boot (2013)
- Amber Rose (2014)
- Daarom hou ik van d'r (2015)